# نیکولا باگنولینی
نیکولا باگنولینی (انگلیسی: Nicola Bagnolini؛ زادهٔ ۱۴ مارس ۲۰۰۴) بازیکن فوتبال است.
وی همچنین در تیم ملی فوتبال زیر ۱۸ سال ایتالیا بازی کرده‌است.